# Michael Schnaase
Michael Schnaase (* 17. Dezember 1949 in Lüdinghausen) ist ein deutscher Badmintonspieler.

## Karriere
Michael Schnaase wurde 1973 erstmals deutscher Meister im Herreneinzel. Fünf weitere Herreneinzel- und ein Mixedtitel folgten bis 1981. Mit dem 1. BV Mülheim wurde er von 1976 bis 1980 fünf Mal in Folge deutsche Mannschaftsmeister. International war er mehrfach in der Tschechoslowakei erfolgreich.

## Sportliche Erfolge
| Saison    | Veranstaltung                                      | Disziplin    | Platz | Name |
| --------- | -------------------------------------------------- | ------------ | ----- | --- |
| 1967/1968 | Deutsche Einzelmeisterschaft U18                   | Herreneinzel | 1     | Michael Schnaase (SC Union 08 Lüdinghausen) |
| 1967/1968 | Deutsche Einzelmeisterschaft U18                   | Herrendoppel | 1     | Michael Schnaase / Klaus Gorholt (SC Union 08 Lüdinghausen / FC Langenfeld) |
| 1970/1971 | Deutsche Einzelmeisterschaft U22                   | Mixed        | 1     | Michael Schnaase / Brigitte Ilse Riekhoff-Matthiews (SC Union 08 Lüdinghausen / VfB Lübeck)                                                                                    |
| 1970/1971 | Deutsche Einzelmeisterschaft U22                   | Herreneinzel | 1     | Michael Schnaase (SC Union 08 Lüdinghausen) |
| 1971/1972 | Deutsche Einzelmeisterschaft U22                   | Herrendoppel | 1     | Michael Schnaase / Rolf Würfel (SC Union 08 Lüdinghausen / VfL Wolfsburg) |
| 1971/1972 | Deutsche Einzelmeisterschaft U22                   | Mixed        | 2     | Michael Schnaase / Marie-Luise Schulta (SC Union 08 Lüdinghausen / 1. BC Bocholt)                                                                                              |
| 1971/1972 | Deutsche Einzelmeisterschaft                       | Herreneinzel | 2     | Michael Schnaase (SC Union 08 Lüdinghausen) |
| 1971/1972 | Deutsche Einzelmeisterschaft U22                   | Herreneinzel | 1     | Michael Schnaase (SC Union 08 Lüdinghausen) |
| 1972/1973 | Deutsche Einzelmeisterschaft                       | Herreneinzel | 1     | Michael Schnaase (SC Union 08 Lüdinghausen) |
| 1974      | Czechoslovakian International                      | Herreneinzel | 1     | Michael Schnaase |
| 1974/1975 | Deutschland: Internationale Meisterschaften        | Mixed        | 3     | Michael Schnaase / Marie-Luise Schulta |
| 1974/1975 | Deutsche Einzelmeisterschaft                       | Herreneinzel | 3     | Michael Schnaase (SC Union 08 Lüdinghausen) |
| 1975/1976 | Deutsche Mannschaftsmeisterschaft                  | Mannschaft   | 1     | 1. BV Mülheim (Gerhard Kucki, Michael Schnaase, Horst Lösche, Karl-Heinz Garbers, Kurt Link, Peter Schwabe, Karin Kucki, Marie-Luise Schulta, Antonie Schwabe, Karin Schäfers) |
| 1975/1976 | Deutsche Einzelmeisterschaft                       | Herreneinzel | 1     | Michael Schnaase (1. BV Mülheim) |
| 1975/1976 | Deutsche Einzelmeisterschaft                       | Herrendoppel | 2     | Horst Lösche / Michael Schnaase (1. BV Mülheim) |
| 1976      | Tschechoslowakische Internationale Meisterschaften | Herrendoppel | 3     | Michael Schnaase / Karl-Heinz Zwiebler |
| 1976      | Czechoslovakian International                      | Herreneinzel | 1     | Michael Schnaase |
| 1976/1977 | Deutsche Einzelmeisterschaft                       | Herreneinzel | 1     | Michael Schnaase (1. BV Mülheim) |
| 1976/1977 | Deutsche Mannschaftsmeisterschaft                  | Mannschaft   | 1     | 1. BV Mülheim (Gerd Kucki, Michael Schnaase, Horst Lösche, Karl-Heinz Garbers, Kurt Link, Karin Kucki, Marie-Luise Schulta, Antonie Schwabe, Karin aus dem Siepen)             |
| 1977      | Tschechoslowakische Internationale Meisterschaften | Herreneinzel | 2     | Michael Schnaase |
| 1977      | Tschechoslowakische Internationale Meisterschaften | Herrendoppel | 3     | Michael Schnaase / Roland Maywald |
| 1977/1978 | Deutsche Mannschaftsmeisterschaft                  | Mannschaft   | 1     | 1. BV Mülheim (Gerd Kucki, Michael Schnaase, Horst Lösche, Karl-Heinz Garbers, Kurt Link, Udo Krückels, Karin Kucki, Marie-Luise Schulta, Antonie Schwabe)                     |
| 1977/1978 | Deutsche Einzelmeisterschaft                       | Herreneinzel | 1     | Michael Schnaase (1. BV Mülheim) |
| 1977/1978 | Deutsche Einzelmeisterschaft                       | Herrendoppel | 2     | Horst Lösche / Michael Schnaase (1. BV Mülheim) |
| 1978      | Czechoslovakian International                      | Herreneinzel | 1     | Michael Schnaase |
| 1978/1979 | Deutsche Einzelmeisterschaft                       | Herreneinzel | 1     | Michael Schnaase (1. BV Mülheim) |
| 1978/1979 | Deutsche Einzelmeisterschaft                       | Mixed        | 1     | Michael Schnaase / Ingrid Thaler (1. BV Mülheim / VfL Wolfsburg) |
| 1978/1979 | Deutsche Mannschaftsmeisterschaft                  | Mannschaft   | 1     | 1. BV Mülheim (Gerd Kucki, Michael Schnaase, Horst Lösche, Karl-Heinz Garbers, Udo Krückels, Werner Oberem, Karin Kucki, Marie-Luise Schulta, Antonie Schwabe)                 |
| 1979/1980 | Deutsche Einzelmeisterschaft                       | Herreneinzel | 1     | Michael Schnaase (1. BV Mülheim) |
| 1979/1980 | Deutsche Mannschaftsmeisterschaft                  | Mannschaft   | 1     | 1. BV Mülheim (Gerd Kucki, Michael Schnaase, Horst Lösche, Karl-Heinz Garbers, Udo Krückels, Karin Kucki, Marie-Luise Schulta, Antonie Schwabe)                                |
| 1980/1981 | Deutsche Einzelmeisterschaft                       | Herreneinzel | 1     | Michael Schnaase (1. BV Mülheim) |
| 1980/1981 | Deutsche Einzelmeisterschaft                       | Herrendoppel | 2     | Horst Lösche / Michael Schnaase (1. BV Mülheim) |
| 1980      | Duinwijk International                             | Herreneinzel | 1     | Michael Schnaase |
| 1981/1982 | Deutsche Mannschaftsmeisterschaft                  | Mannschaft   | 3     | 1. BV Mülheim (Gerd Kucki, Karl-Heinz Garbers, Horst Lösche, Michael Schnaase, Udo Krückels, Marie-Luise Schulta, Patricia Günther)                                            |
| 1990/1991 | Deutsche Einzelmeisterschaft O40                   | Mixed        | 1     | Michael Schnaase / Marieluise Zizmann (SC Union 08 Lüdinghausen / 1. BC Beuel)                                                                                                 |
| 1990/1991 | Deutsche Einzelmeisterschaft O40                   | Herreneinzel | 1     | Michael Schnaase (SC Union 08 Lüdinghausen) |
| 1990/1991 | Deutsche Einzelmeisterschaft O40                   | Herrendoppel | 2     | Michael Schnaase (SC Union 08 Lüdinghausen) / Horst Lösche (1. BV Mülheim) |
| 1991/1992 | Deutsche Einzelmeisterschaft O40                   | Herrendoppel | 2     | Michael Schnaase (SC Union 08 Lüdinghausen) / Horst Lösche (1. BV Mülheim) |
| 1992/1993 | Deutsche Einzelmeisterschaft O40                   | Herrendoppel | 2     | Michael Schnaase (SC Union 08 Lüdinghausen) / Georg Nüsse (SC Münster) |
| 1992/1993 | Deutsche Einzelmeisterschaft O40                   | Herreneinzel | 1     | Michael Schnaase (SC Union 08 Lüdinghausen) |
| 1993/1994 | Deutsche Einzelmeisterschaft O40                   | Herreneinzel | 2     | Michael Schnaase (Union Lüdinghausen) |
| 1994/1995 | Deutsche Einzelmeisterschaft O45                   | Herrendoppel | 1     | Horst Lösche / Michael Schnaase (1. BV Mülheim / SC Union 08 Lüdinghausen) |
| 1994/1995 | Deutsche Einzelmeisterschaft O45                   | Herreneinzel | 1     | Michael Schnaase (SC Union 08 Lüdinghausen) |
| 1995      | Senioren-Europameisterschaft 45+                   | Herreneinzel | 1     | Michael Schnaase |
| 1995      | Senioren-Europameisterschaft 45+                   | Herrendoppel | 1     | Horst Losche / Michael Schnaase |
| 1995/1996 | Deutsche Einzelmeisterschaft O45                   | Herrendoppel | 2     | Horst Lösche (1. BV Mülheim) / Michael Schnaase (Union Lüdinghausen) |
| 1997/1998 | Deutsche Einzelmeisterschaft O45                   | Herreneinzel | 2     | Michael Schnaase (SC Union 08 Lüdinghausen) |
| 1997/1998 | Deutsche Einzelmeisterschaft O45                   | Herrendoppel | 2     | Michael Schnaase (Union Lüdinghausen) / Horst Lösche (1. BV Mülheim) |
| 1998/1999 | Deutsche Einzelmeisterschaft O45                   | Herrendoppel | 1     | Horst Lösche / Michael Schnaase (1. BV Mülheim / SC Union 08 Lüdinghausen) |
| 1999      | Senioren-Europameisterschaft 50+                   | Herreneinzel | 1     | Michael Schnaase |
| 1999      | Senioren-Europameisterschaft 50+                   | Herrendoppel | 1     | Horst Lösche / Michael Schnaase |
| 2001/2002 | Deutsche Einzelmeisterschaft O50                   | Herrendoppel | 2     | Horst Lösche / Michael Schnaase (1. BV Mülheim / Union Lüdinghausen) |
| 2002/2003 | Deutsche Einzelmeisterschaft O45                   | Mixed        | 1     | Michael Schnaase / Barbara Schnaase (Union Lüdinghausen) |
| 2003/2004 | Deutsche Einzelmeisterschaft O45                   | Mixed        | 3     | Michael Schnaase / Barbara Schnaase (Union Lüdinghausen) |
| 2004/2005 | Deutsche Einzelmeisterschaft O55                   | Herrendoppel | 3     | Horst Lösche (1. BV Mülheim) / Michael Schnaase (SC Union 08 Lüdinghausen) |
| 2005/2006 | Deutsche Einzelmeisterschaft O55                   | Herrendoppel | 3     | Horst Lösche (1. BV Mülheim) / Michael Schnaase (SC Union 08 Lüdinghausen) |
| 2006/2007 | Deutsche Einzelmeisterschaft O50                   | Mixed        | 2     | Michael Schnaase / Barbara Schnaase (SC Union 08 Lüdinghausen) |
| 2006/2007 | Deutsche Einzelmeisterschaft O55                   | Herrendoppel | 2     | Michael Schnaase / Günther Joppien (SC Union 08 Lüdinghausen / FC Langenfeld)                                                                                                  |

## Privates
Michael Schnaase ist verheiratet und hat drei Kinder. Christoph und Karin spielten ebenfalls Badminton.